# Mînai, Ujhorod
Mînai (în ucraineană Минай) este un sat în comuna Holmok din raionul Ujhorod, regiunea Transcarpatia, Ucraina.

## Demografie
Componența lingvistică a localității Mînai
     Ucraineană (82,19%)
     Maghiară (13,47%)
     Rusă (3,59%)
     Alte limbi (0,55%)
Conform recensământului din 2001, majoritatea populației localității Mînai era vorbitoare de ucraineană (82,19%), existând în minoritate și vorbitori de maghiară (13,47%) și rusă (3,59%).